# Hydropsyche impula
Hydropsyche impula är en nattsländeart som beskrevs av Donald G. Denning 1948. Hydropsyche impula ingår i släktet Hydropsyche och familjen ryssjenattsländor. Inga underarter finns listade i Catalogue of Life.